# 呉昌根 (軍人)
呉 昌根（オ・チャングン、朝鮮語: 오 창근、1923年2月10日 - 2004年7月27日）は、大韓民国の軍人。最終階級は陸軍少将。

## 経歴
黄海道載寧郡出身。
1943年、満州国新京工業大学卒業。
1946年、警備士官学校1期卒業、任参尉。
朝鮮戦争時は第7師団作戦参謀、第5師団第27連隊長。
休戦後、陸軍大学を経て初代第35師団長。米国留学を経て第26歩兵師団長、第1・5軍管区司令官を歴任。陸軍大学総長在任中の1966年、国防大学院副院長・朴南杓少将とともに中華民国に親善訪問を行い、双十節式典に参加。
予備役後は水資源開発公社専務理事や建設技能訓練院長を務めた。

## 年譜
- 1943年：満州国新京工業大学卒業
- 1946年：警備士官学校1期卒業
- 1950年：第7師団作戦参謀
- 1951年：第5師団第27連隊長
- 1954年：陸軍大学卒業
- 1955年4月20日：第35師団長
- 1957年：国防大学院卒業、敎育總本部管理部長[4]
- 1958年：米陸軍防空学校特殊武器課程修了、第1軍企画参謀副長
- 1959年12月7日：第26歩兵師団長[5]
- 1962年：第1軍管区司令官、少将
- 1963年4月：第5軍管区司令官
- 1964年8月：第1軍副司令官
- 1966年
  - 1月：陸軍大学総長
  - 10月7日：中華民国に親善訪問（～10月15日[3]）
- 1967年8月21日：予備役編入、水資源開発公社専務理事
- 1974年2月産業基地開発公社副社長
- 1978年建設技能訓練院長

## 栄典
- 銀星乙友勲章
- 忠武武功
- 中華民国雲摩勲章